# Nauendorf (Großenstein)
Nauendorf ist ein Ortsteil von Großenstein im Landkreis Greiz in Thüringen.

## Lage
Nauendorf liegt etwa zwei Kilometer nordwestlich von Großenstein im Ronneburger Acker- und Bergbaugebiet. Die Flur ist mit einigen Erosionsrinnen unterbrochen.

## Geschichte
Am 9. November 1121 wurde das Dorf erstmals urkundlich erwähnt. Die Ortschaft ist namensgebender Stammsitz des alten Thüringer Adelsgeschlechts von Nauendorf. Im Jahr 1384 wurde eine erste Kapelle errichtet, sie wurde im 16. Jahrhundert schrittweise mit allen kirchlichen Rechten ausgestattet. 1810 brannte die Kirche ab und 1821 wurde die heutige Kirche geweiht. Eine Orgel erhielt sie 1857.

### Rittergut Nauendorf
Das Rittergut Nauendorf war ein landtagsfähiges Rittergut. Mit dem Besitz des Rittergutes verbunden war die Patrimonialgerichtsbarkeit in Form der Ober- und Erbgerichtsbarkeit Nauendorf, Teile von Groitschen und Waaswitz sowie die Untertanen des Rittergutes in den Dörfern Baldenhain, Großenstein, Korbußen, Mückern und Pöppeln im Amt Ronneburg. 1836 wurde die hohe Gerichtsbarkeit an das neu geschaffene Kriminalgericht Gera abgegeben. Die niedere Gerichtsbarkeit wurde zum 1. Januar 1855 aufgehoben.
Das Rittergut Nauendorf war seit mindestens 1439 im Besitz der Familie von Nauendorf. Das als sog. „Steinhaus“ bezeichnete Herrenhaus wurde 1948 vollständig abgebrochen.

## Infrastruktur
Die Kreisstraße 114 verläuft durch den Ort als Verbindungsstraße zwischen der L 1079 (Altenburg-Gera) in Brahmenau und der L 1081 (Ronneburg-Zeitz) in Großenstein. Die Anschlussstelle 59 Gera-Leumnitz der A 4 liegt in fünf Kilometern Entfernung.

## Vereine
Ältester Verein Nauendorfs ist der Feuerwehrverein, welcher aus dem bereits am 29. April 1834 gegründeten Feuerkorps hervorging und 2014 sein 180-jähriges Bestehen feierte. 2005 wurde die eigenständige Wehr aufgelöst, der Verein blieb jedoch bestehen. Derzeit zählt der Verein 49 Mitglieder (Stand 2014). Organisiert wird vom Verein das jährliche Weihnachtsbaumsetzen, der Tannenbaumweitwurf, Osterfeuer und in Zusammenarbeit mit dem Obstbauverein Nauendorf das Maibaumsetzen.